# Verma Panton
Verma Wevlyn Panton (Malvern, parròquia de Saint Elizabeth, 17 d'abril de 1936 - 18 de gener de 2015) va ser una arquitecta jamaicana, la primera dona arquitecta del Carib anglòfon.

## Biografia
Després d'estudiar secundària en els instituts Carvalho's i Ardenne, entre 1956 i 1958 va treballar com a assistent en el Departament d'Agrimensura. El 1958 va obtenir una beca i va marxar a la Universitat McGill, al Canadà, on es va graduar.
Entre 1964 i 1968 va ser arquitecta de projectes en el Ministeri d'Educació de Jamaica. En l'empresa privada, va treballar per a la companyia jamaicana McMorris Sibley Robinson de 1968 a 1982, i per Landmark Devt Co Ltd el 1983 i 1984. El 1984 es va establir de forma independent.
Panton va ser un dels membres fundadors del Jamaican Architects Registration Board, format el 1987. Els seus treballs inclouen el centre comunitari de Gordon Town, l'antic edifici del Workers Bank en Constant Spring, l'edifici Botany del campus de la Universitat de les Índies Occidentals a Mona, l'edifici D Mair Insurance a Knutsford Boulevard (New Kingston) i la restauració dels jutjats de Old Half Way Tree.